# Cochití (Nuevo México)
Cochití es un lugar designado por el censo ubicado en el condado de Sandoval en el estado estadounidense de Nuevo México. En el Censo de 2010 tenía una población de 528 habitantes y una densidad poblacional de 195,46 personas por km².

## Toponimia
El topónimo procede de la palabra española cochití que deriva de la pronunciación incorrecta por Oñate en 1598 de la palabra kotyete que utilizaban los indios queres para designar a su ciudad. La palabra kotyete significa kiva de piedra, una especie de castro construido por los indios pueblo de Nuevo México.

## Geografía
Cochití se encuentra ubicado en las coordenadas 35°36′34″N 106°20′55″O / 35.60944, -106.34861. Según la Oficina del Censo de los Estados Unidos, Cochiti tiene una superficie total de 2.7 km², de la cual 2.7 km² corresponden a tierra firme y 0 km² (0 %) es agua.

## Demografía
Según el censo de 2010, había 528 personas residiendo en Cochití. La densidad de población era de 195,46 hab./km². De los 528 habitantes, Cochiti estaba compuesto por el 1.52 % blancos, el 0 % eran afroamericanos, el 95.08 % eran amerindios, el 0 % eran asiáticos, el 0 % eran isleños del Pacífico, el 1.33 % eran de otras razas y el 2.08 % pertenecían a dos o más razas. Del total de la población el 6.63 % eran hispanos o latinos de cualquier raza.